# Балша II
Балша II Балшич (на сръбски: Балша II Балшић) е владетел на княжество Зета от династията Балшичи или Балши. Той е третият най-малък син на първия владетел от династията Балша I. Поема властта след смъртта на брат си Георги на 13 януари 1378 г., оставайки начело на Зета до смъртта си на 18 септември 1385 г. Наследява го племенникът му Георги II Страцимирович Балшич.
Властта на Балша II е неоспорима в района на Шкодра и в източната част на Зета. Най-известните черногорски феодали от фамилията Църноевич не признават властта му и управляват самостоятелно окуражени от венецианците.
През 1382 Балша II започва война за овладяване на Драч като превзема града чак на четвъртия си опит през 1385 г. Албанският крал Карло Топия поисква военна помощ от Мурад I и султанът му изпраща Хайредин паша начело на османска войска. На 18 септември 1385 г. в битката при Савра, в близост до днешен Берат, османците побеждават Балша II и му отрязват главата. Загубата в битката и смъртта на Балша II бележат края на управлението на Драч от Балшичите.
След гибелта на Балша II династията Музаки поема управлението на Берат. За вдовицата на Балша II Иванина Комнина остава управлението на наследствените му владения в Белград, Канина и Валона до превземането им от османците през 1417.

## Семейство
През 1372 Балша II се жени за Ксения Иванина Комнина, дъщерята на българския аристократ и владетел на Валона и Канина Иван Комнин, от която получава като зестра градовете Белград и Канина. Бракът е политически подобно на почти всички аристократични бракове от този исторически период - по това време Валонското княжество на Иван Комнин вече е пряко застрашено от османците, поради което Иван Комнин търси съюзник в лицето на владетеля на Зета.
Тяхната дъщеря Ружица е омъжена през 1391 г. за Мъркоша Жаркович, (внук на велбъждския деспот Деян). Жаркович наследява като зестра владението на Канина и Валона до смъртта си през 1414 г. След смъртта на съпруга си Ружица поема управлението на двата града до 1417 г., когато те са завладени от османците. След това тя е принудена да напусне фамилните владения и през територията на днешна Албания се спасява в бащините си владения в Зета. Нейният племенник Балша III ѝ предоставя убежище, поверявайки ѝ управлението на Будва. Ружица е възпята в народния фолклор и епос.